# Moskvas administrativa indelning
Moskvas federala stadsområde är uppdelat i tolv förvaltningsområden, så kallade okrug (ryska: о́круг), som i sin tur är indelade i sammanlagt 146 stadsdistrikt (varav 125 rajoner (ryska: райо́н) och 21 bosättningar (ryska: поселе́ние)). Varje förvaltningsområde har en prefekt som utses av Moskvas borgmästare. Dessutom har varje förvaltningsområde varsin folkrepresentation (kommunalt råd), som väljs av områdets invånare och som var och en består av 11 medlemmar.

## Stadsområden
| Stadsdistrikt       | Ryskt namn       | Invånare (1 januari 2014) |
| ------------------- | ---------------- | ------------------------- |
| Centrum (1)         | Центральный      | 757 137                   |
| Norr (2)            | Северный         | 1 141 913                 |
| Nordöst (3)         | Северо-Восточный | 1 398 481                 |
| Öst (4)             | Восточный        | 1 489 765                 |
| Sydöst (5)          | Юго-Восточный    | 1 352 303                 |
| Syd (6)             | Южный            | 1 754 613                 |
| Sydväst (7)         | Юго-Западный     | 1 407 331                 |
| Väst (8)            | Западный         | 1 333 813                 |
| Nordväst (9)        | Северо-Западный  | 973 629                   |
| Zelenograd (10)     | Зеленоградский   | 229 926                   |
| Novomoskovskij (11) | Новомосковский   | 165 981                   |
| Troitskij (12)      | Троицкий         | 103 365                   |
| TOTALT              |                  | 12 108 257                |

## Stadsdistrikt

### Centrum
| Namn                                                                                   | Folkmängd       | Bilder |
| -------------------------------------------------------------------------------------- | --------------- | ------ |
| Okrug Centrum (Центральный административный округ, Tsentralnij administrativnij okrug) | 701 353         |        |
| Rajoner i okrug Centrum                                                                |                 |        |
| Arbat (Арбат)                                                                          | 25 699          |        |
| Basmannij (Басманный)                                                                  | 100 899         |        |
| Chamovniki (Хамовники)                                                                 | 97 110          |        |
| Kitaj-Gorod (Китай-Город)                                                              | Fanns inte 2002 |        |
| Krasnoselskij (Красносельский)                                                         | 45 229          |        |
| Mesjtjanskij (Мещанский)                                                               | 56 077          |        |
| Presnenskij (Пресненский)                                                              | 116 979         |        |
| Taganskij (Таганский)                                                                  | 109 993         |        |
| Tverskoj (Тверской)                                                                    | 75 955          |        |
| Jakimanka (Якиманка)                                                                   | 22 822          |        |
| Zamoskvoretje (Замоскворечье)                                                          | 50 590          |        |

### Norr
| Namn                                                                          | Folkmängd | Bilder |
| ----------------------------------------------------------------------------- | --------- | ------ |
| Okrug Norr (Северный административный округ, Severnij administrativnij okrug) | 1 112 846 |        |
| Rajoner i okrug Norr                                                          |           |        |
| Aeroport (Аэропорт)                                                           | 74 775    |        |
| Begovoj (Беговой)                                                             | 44 385    |        |
| Beskudnikovskij (Бескудниковский)                                             | 74 790    |        |
| Dmitrovskij (Дмитровский)                                                     | 88 931    |        |
| Golovinskij (Головинский)                                                     | 102 160   |        |
| Chorosjevskij (Хорошевский)                                                   | 55 949    |        |
| Chovrino (Ховрино)                                                            | 79 092    |        |
| Koptevo (Коптево)                                                             | 97 989    |        |
| Levoberezjnij (Левобережный)                                                  | 51 309    |        |
| Molzjaninovskij (Молжаниновский)                                              | 2 929     |        |
| Savjolovskij (Савёловский)                                                    | 57 814    |        |
| Sokol (Сокол)                                                                 | 57 317    |        |
| Timirjazevskij (Тимирязевский)                                                | 84 098    |        |
| Vostotjnoje Degunino (Восточное Дегунино)                                     | 97 083    |        |
| Vojkovskij (Войковский)                                                       | 67 470    |        |
| Zapadnoje Degunino (Западное Дегунино)                                        | 76 756    |        |

### Nordöst
| Namn                                                                                              | Folkmängd | Bilder |
| ------------------------------------------------------------------------------------------------- | --------- | ------ |
| Okrug Nordöst (Северо-Восточный административный округ, Severo-Vostotjnij administrativnij okrug) | 1 240 062 |        |
| Rajoner i okrug Nordöst                                                                           |           |        |
| Aleksejevskij (Алексеевский)                                                                      | 73 429    |        |
| Altufjevskij (Алтуфьевский)                                                                       | 50 091    |        |
| Babusjkinskij (Бабушкинский)                                                                      | 77 491    |        |
| Bibirevo (Бибирево)                                                                               | 151 334   |        |
| Butjrskij (Бутырский)                                                                             | 60 922    |        |
| Lianozovo (Лианозово)                                                                             | 76 465    |        |
| Losinoostrovskij (Лосиноостровский)                                                               | 72 640    |        |
| Marfino (Марфино)                                                                                 | 23 971    |        |
| Marina Rosjtja (Марьина Роща)                                                                     | 60 194    |        |
| Ostankinskij (Останкинский)                                                                       | 57 707    |        |
| Otradnoje (Отрадное)                                                                              | 168 972   |        |
| Rostokino (Ростокино)                                                                             | 35 134    |        |
| Severnoje Medvedkovo (Северное Медведково)                                                        | 111 804   |        |
| Severnij (Северный)                                                                               | 9 629     |        |
| Sviblovo (Свиблово)                                                                               | 52 824    |        |
| Jaroslavskij (Ярославский)                                                                        | 84 739    |        |
| Juzjnoje Medvedkovo (Южное Медведково)                                                            | 72 716    |        |

### Öst
| Namn                                                                            | Folkmängd |  |
| ------------------------------------------------------------------------------- | --------- |  |
| Okrug Öst (Восточный административный округ, Vostotjnij administrativnij okrug) | 1 394 497 |  |
| Rajoner i okrug Öst                                                             |           |  |
| Bogorodskoje (Богородское)                                                      | 98 602    |  |
| Goljanovo (Гольяново)                                                           | 159 147   |  |
| Ivanovskoje (Ивановское)                                                        | 127 905   |  |
| Izmajlovo (Измайлово)                                                           | 110 099   |  |
| Kosino-Uchtomskij (Косино-Ухтомский)                                            | 16 917    |  |
| Metrogorodok (Метрогородок)                                                     | 37 283    |  |
| Novogirejevo (Новогиреево)                                                      | 95 183    |  |
| Novokosino (Новокосино)                                                         | 97 927    |  |
| Perovo (Перово)                                                                 | 135 095   |  |
| Preobrazjenskoje (Преображенское)                                               | 80 827    |  |
| Severnoje Izmajlovo (Северное Измайлово)                                        | 80 785    |  |
| Sokolinaja Gora (Соколиная Гора)                                                | 85 056    |  |
| Sokolniki (Сокольники)                                                          | 54 975    |  |
| Vesjnjaki (Вешняки)                                                             | 126 546   |  |
| Vostotjnoje Izmajlovo (Восточное Измайлово)                                     | 75 450    |  |
| Vostotjnij (посёлок Восточный)                                                  | 12 700    |  |

### Sydöst
| Namn                                                                                        | Folkmängd |  |
| ------------------------------------------------------------------------------------------- | --------- |  |
| Okrug Sydöst (Юго-Восточный административный округ, Jugo-Vostotjnij administrativnij okrug) | 1 116 924 |  |
| Rajoner i okrug Sydöst                                                                      |           |  |
| Kapotnja (Капотня)                                                                          | 27 828    |  |
| Kuzminki (Кузьминки)                                                                        | 122 951   |  |
| Lefortovo (Лефортово)                                                                       | 87 560    |  |
| Ljublino (Люблино)                                                                          | 132 331   |  |
| Marino (Марьино)                                                                            | 206 388   |  |
| Nekrasovka (посёлок Некрасовка)                                                             | 7 803     |  |
| Nizjegorodskij (Нижегородский)                                                              | 38 756    |  |
| Petjatniki (Печатники)                                                                      | 71 383    |  |
| Rjazanskij (Рязанский)                                                                      | 89 270    |  |
| Tekstilsjtjiki (Текстильщики)                                                               | 87 849    |  |
| Vjchino-Zjuljobino (Выхино-Жулёбино)                                                        | 184 749   |  |
| Juzjnoportovij (Южнопортовый)                                                               | 60 056    |  |

### Syd
| Namn                                                                     | Folkmängd |  |
| ------------------------------------------------------------------------ | --------- |  |
| Okrug Syd (Южный административный округ, Juzjnij administrativnij okrug) | 1 593 065 |  |
| Rajoner i okrug Syd                                                      |           |  |
| Birjuljovo Vostotjnoje (Бирюлёво Восточное)                              | 129 700   |  |
| Birjuljovo Zapadnoje (Бирюлёво Западное)                                 | 83 303    |  |
| Bratejevo (Братеево)                                                     | 94 644    |  |
| Tjertanovo Severnoje (Чертаново Северное)                                | 104 613   |  |
| Tjertanovo Tsentralnoje (Чертаново Центральное)                          | 104 042   |  |
| Tjertanovo Juzjnoje (Чертаново Южное)                                    | 133 008   |  |
| Danilovskij (Даниловский)                                                | 90 265    |  |
| Donskoj (Донской)                                                        | 45 477    |  |
| Moskvoretje-Saburovo (Москворечье-Сабурово)                              | 67 257    |  |
| Nagatino-Sadovniki (Нагатино-Садовники)                                  | 69 031    |  |
| Nagatinskij Zaton (Нагатинский Затон)                                    | 105 948   |  |
| Nagornij (Нагорный)                                                      | 69 535    |  |
| Orechovo-Borisovo Severnoje (Орехово-Борисово Северное)                  | 121 402   |  |
| Orechovo-Borisovo Juzjnoje (Орехово-Борисово Южное)                      | 137 965   |  |
| Tsaritsyno (Царицыно)                                                    | 115 708   |  |
| Ziablikovo (Зябликово)                                                   | 121 197   |  |

### Sydväst
| Namn                                                                                      | Folkmängd |  |
| ----------------------------------------------------------------------------------------- | --------- |  |
| Okrug Sydväst (Юго-Западный административный округ, Jugo-Zapadnij administrativnij okrug) | 1 179 211 |  |
| Rajoner i okrug Sydväst                                                                   |           |  |
| Akademitjeskij (Академический)                                                            | 96 172    |  |
| Tjerjomusjki (Черёмушки)                                                                  | 89 264    |  |
| Gagarinskij (Гагаринский)                                                                 | 72 072    |  |
| Konkovo (Коньково)                                                                        | 138 757   |  |
| Kotlovka (Котловка)                                                                       | 58 666    |  |
| Lomonosovskij (Ломоносовский)                                                             | 81 851    |  |
| Obrutjevskij (Обручевский)                                                                | 63 484    |  |
| Severnoje Butovo (Северное Бутово)                                                        | 75 045    |  |
| Tioplij Stan (Тёплый Стан)                                                                | 112 733   |  |
| Jasenevo (Ясенево)                                                                        | 174 236   |  |
| Juzjnoje Butovo (Южное Бутово)                                                            | 105 212   |  |
| Ziuzino (Зюзино)                                                                          | 111 719   |  |

### Väst
| Namn                                                                          | Folkmängd | Bilder |
| ----------------------------------------------------------------------------- | --------- | ------ |
| Okrug Väst (Западный административный округ, Zapadnij administrativnij okrug) | 1 049 104 |        |
| Rajoner i okrug Väst                                                          |           |        |
| Dorogomilovo (Дорогомилово)                                                   | 59 732    |        |
| Filjovskij Park (Филёвский Парк)                                              | 66 775    |        |
| Fili-Davjdkovo (Фили-Давыдково)                                               | 92 965    |        |
| Krjlatskoje (Крылатское)                                                      | 76 261    |        |
| Kuntsevo (Кунцево)                                                            | 125 100   |        |
| Mozjajskij (Можайский)                                                        | 109 248   |        |
| Novo-Peredelkino (Ново-Переделкино)                                           | 86 755    |        |
| Otjakovo-Matvejevskoje (Очаково-Матвеевское)                                  | 90 576    |        |
| Prospekt Vernadskogo (Проспект Вернандского)                                  | 56 564    |        |
| Ramenki (Раменки)                                                             | 101 485   |        |
| Solntsevo (Солнцево)                                                          | 85 642    |        |
| Troparjovo-Nikulino (Тропарёво-Никулино)                                      | 77 901    |        |
| Vnukovo (посёлок Внуково)                                                     | 20 100    |        |

### Nordväst
| Namn                                                                                            | Folkmängd | Bilder |
| ----------------------------------------------------------------------------------------------- | --------- | ------ |
| Okrug Nordväst (Северо-Западный административный округ, Severo-Zapadnij administrativnij okrug) | 779 965   |        |
| Rajoner i okrug Nordväst                                                                        |           |        |
| Chorosjovo-Mnjovniki (Хорошёво-Мнёвники)                                                        | 146 968   |        |
| Kurkino (Куркино)                                                                               | 2 339     |        |
| Mitino (Митино)                                                                                 | 138 371   |        |
| Pokrovskoje-Stresjnevo (Покровское-Стрешнево)                                                   | 46 707    |        |
| Severnoje Tusjino (Северное Тушино)                                                             | 138 533   |        |
| Sjtjukino (Щукино)                                                                              | 89 454    |        |
| Strogino (Строгино)                                                                             | 124 149   |        |
| Juzjnoje Tusjino (Южное Тушино)                                                                 | 93 444    |        |

### Zelenograd
| Namn                                                  | Folkmängd | Bilder |
| ----------------------------------------------------- | --------- | ------ |
| Zelenograds stad (город Зеленоград, Gorod Zelenograd) | 215 727   |        |
| Rajoner i Zelenograd                                  |           |        |
| Krjukovo (Крюково)                                    | 73 481    |        |
| Matusjkino-Savjolki (Матушкино-Савёлки)               | 71 859    |        |
| Panfilovskij (Панфиловский)                           | 70 387    |        |

### Novomoskovskij
| Namn                                                                                                | Folkmängd | Bilder |
| --------------------------------------------------------------------------------------------------- | --------- | ------ |
| Okrug Novomoskovskij (Новомосковский административный округ), Novomoskovskij administrativnij okrug | 113 569   |        |
| Bosättningar i Zelenograd                                                                           |           |        |
| Vnukovskoje (Внуковское)                                                                            |           |        |
| Voskresenskoje (Воскресенское)                                                                      |           |        |
| Desjonovskoje (Десёновское)                                                                         |           |        |
| Kokosjkino (Кокошкино)                                                                              |           |        |
| Marusjkinskoje (Марушкинское)                                                                       |           |        |
| Moskovskij (Московский)                                                                             |           |        |
| Mosrentgen (Мосрентген)                                                                             |           |        |
| Riazanovskoje (Рязановское)                                                                         |           |        |
| Sosenskoje (Сосенское)                                                                              |           |        |
| Filimonkovskoje (Филимонковское)                                                                    |           |        |
| Sjtjerbinka (Щербинка)                                                                              |           |        |